# Мраморность кожи
Синдром мраморности кожи (Cutis marmorata telangiectatica congenita) — редкое врожденное заболевание, патология сосудов. Впервые описано в 1970 году в США, с тех пор в мире зарегистрировано менее 200 случаев.
Причины возникновения, протекание болезни и возможные осложнения изучены крайне мало. Редкость этого заболевания делает крайне затруднительным какие-либо прогнозы.
Так как заболевание является патологией сосудов, а не только кожного покрова, нарушения могут быть в любой части организма, в том числе в ЦНС. Это заболевание может сопровождаться: макроцефалия, гидроцефалия, асимметрия лица, асимметрия тела, асимметрия мозга, аномальное строение мозга, пламенеющий невус на лице, гемальгиомы, задержка развития, эпилепсия и т. д.
Главной особенностью является характерный сосудистый рисунок на коже, видный сразу при рождении ребёнка. При рождении и в течение первых недель жизни поражённые участки кожи могут быть насыщенного фиолетового цвета. Может быть поражена как вся, так и значительная часть кожного покрова, во втором случае на теле ребёнка сразу видны участки здоровой кожи.
Точный диагноз может поставить опытный генетик, располагающий современной специальной литературой и/или связями с зарубежными коллегами. До того как поставлен окончательный диагноз могут рассматриваться варианты обширных гемальгиом, обширных родимых пятен, синдром Казабаха-Меррита, синдром Арлекина и прочие. Уже на первых неделях жизни ребёнка на общефиолетовой коже вырисовывается характерный рисунок, что даёт основания продолжить поиски диагноза.